# Edward Henry
Sir Edward Richard Henry (Londra, 26 luglio 1850 – Ascot, 19 febbraio 1931) è stato un poliziotto britannico.
È stato il comandante della Polizia Metropolitana di Londra dal 1903 al 1918.
Il suo mandato vide per la prima volta l'utilizzo di cani poliziotto affiancati ai reparti, ma viene ricordato principalmente per la realizzazione del metodo di classificazione delle impronte digitali, il cosiddetto sistema di classificazione Galton-Henry.

## La vita
Henry è nato a Shadwell, un quartiere di Londra, da genitori di origine irlandese; il padre era un dottore. Studiò al St. Edmund's College situato nella contea dell'Hertfordshire. Questo college è uno degli istituti cattolici più antichi d'Inghilterra.

All'età di 16 anni lasciò il college e ritornò nella capitale per diventare impiegato presso i Lloyd's di Londra.

## L'entrata nel Servizio Civile Indiano
Nel 1873, passò l'esame per entrare a far parte dell'Indian Civil Service (il servizio civile che i cittadini britannici offrivano al governo coloniale indiano). Venne incorporato nel servizio doganale con la qualifica di Assistente e imparò a parlare correttamente l'urdu e l'hindi. Nel 1888, venne promosso esattore e nel 1890 divenne aiutante di campo e segretario del Governatore del Bengala.
Il 24 novembre, 1890, sposò Louisa Langrishe Moore.

## Ispettore generale di polizia
Il 2 aprile del 1891 Henry divenne ispettore generale della polizia del Bengala. In questo periodo iniziò un lungo carteggio con Francis Galton in merito all'utilizzo delle impronte digitali per identificare criminali, al posto del sistema di riconoscimento biometrico utilizzato all'epoca, ideato da Alphonse Bertillon. Si noti che il sistema di Bertillon era stato introdotto in India proprio da Henry.
La discussione in merito alle impronte digitali e palmari era molto accesa in quel tempo nel Bengala perché veniva considerata un valido supporto per identificare le persone. Questa pratica avveniva già nell'ambito commerciale grazie all'introduzione effettuata da parte di Sir William Herschel. Ma mai era stato utilizzato e applicato nell'ambito poliziesco quale rapido sistema di identificazione.
Tra il luglio del 1896 e il febbraio del 1897, con l'assistenza dei vice-ispettori Azizul Haque e Hemchandra Bose, Henry sviluppò un sistema di classificazione delle impronte digitali che consentiva l'archiviazione e la comparazione.
Nel 1897 venne pubblicata la sua opera Classificazione ed uso delle impronte digitali. Il metodo di classificazione da lui proposto fu subito recepito e utilizzato da molte altre forze di polizia e nel luglio dello stesso anno il Governatore Generale dell'India decretò che il sistema di classificazione Galton-Henry sarebbe stato quello utilizzato ufficialmente nel Raj Britannico.
Nel 1899, l'introduzione di esperti dattiloscopisti nei tribunali fu riconosciuto essenziale.
Nel 1900 Henry venne inviato in Sudafrica per organizzare la polizia civile a Pretoria e a Johannesburg.

## Il ritorno in madrepatria
Nel 1901, Henry venne richiamato in Inghilterra per ricoprire la funzione di Assistente del Comandante della Metropolitan Police presso Scotland Yard, all'interno del CID Criminal Investigation Department (Dipartimento di Investigazione Criminale).
Il 1º luglio, 1901, Henry creò il Metropolitan Police Fingerprint Bureau (Ufficio Impronte della Polizia Metropolitana), il primo del suo genere in tutta la Gran Bretagna. Il suo primo obiettivo originariamente non fu quello di identificare i criminali, bensì evitare che i criminali potessero smentire le sue prove di colpevolezza all'interno delle corti di giustizia e delle prigioni, realizzando un sistema scientificamente "provato".
Il suo nuovo sistema venne utilizzato per dimostrare la colpevolezza del famoso ladro Harry Jackson nel 1902 e venne definitivamente accolto a seguito della pronuncia di condanna emessa nel 1905 a carico dei Fratelli Stratton, in cui risultò determinante.
Henry introdusse anche altri miglioramenti al suo lavoro. Egli acquistò la prima macchina per scrivere che venne usata a Scotland Yard, consentendo la sostituzione degli impiegati addetti alla copiatura manuale.
Nel 1902, realizzò una linea telegrafica privata dal commissariato di Paddington Green a casa sua, che nel 1904 rimpiazzò con una linea telefonica.

## L'attentato
Mercoledì 27 novembre, 1912, mentre era in casa nel quartiere londinese di Kensington, Henry sopravvisse ad un tentativo di assassinio da parte di Alfred Bowes, un tassista scontento a seguito della revoca della sua licenza perché la verifica delle impronte lo aveva compromesso.
Bowes sparò tre colpi con un revolver quando Henry gli aprì la porta: due mancarono, ma il terzo perforò l'addome di Henry, comunque mancando parti vitali. L'autista di Henry riuscì a disarmare e a bloccare l'assalitore. Al processo che ne seguì, grazie ad una testimonianza in suo favore resa proprio da Henry, Bowes ottenne soltanto una condanna a 15 anni, invece della pena capitale prevista.
Henry non si riprese mai definitivamente da questo attentato, anche perché il dolore provocato dalla ferita lo seguirà per tutta la vita. Inoltre da quell'occasione iniziò a perdere il particolare e speciale rapporto che aveva coi suoi collaboratori.

## Prima guerra mondiale
Henry si sarebbe ritirato dalla vita lavorativa nel 1914, ma con lo scoppio del primo conflitto mondiale fu costretto a restare al lavoro, mentre il suo successore, Sir Nevil Macready, veniva trattenuto al War Office, dove rivestiva la carica di consigliere generale. Henry ricoprì il suo ruolo per tutta la durata delle ostilità.
La fine della sua carriera giunse proprio durante il grande sciopero che nel 1918 coinvolse la polizia londinese. La protesta sorse a causa degli stipendi dei poliziotti che risultavano essere troppo deboli in confronto all'inflazione post-bellica galoppante.
Il 30 agosto, 1918, 11.000 agenti dell'area londinese iniziarono la protesta. Il governo impaurito scese a compromessi e concesse le richieste agli scioperati. Henry capì che non poteva resistere a questa situazione e il giorno successivo diede le definitive dimissioni.

## Dopo le dimissioni
Il 25 novembre, 1918, Henry venne nominato baronetto, e nel 1920 si trasferì con la sua famiglia a Cissbury, vicino ad Ascot nel Berkshire.
Continuò ad essere impegnato nel mondo delle impronte digitali. Morì presso la sua abitazione nel 1931 a causa di un attacco cardiaco all'età di 80 anni.
La baronia si estinse in quanto il suo unico figlio maschio (aveva altre due figlie), Edward John Grey Henry, era morto nel 1920 all'età di 22 anni.
La sua tomba venne abbandonata e lasciata incustodita per molti anni. Nell'aprile 1992, venne riscoperta in un piccolo cimitero nei pressi di Ascot e grazie alla Fingerprint Society, la lapide venne rinnovata nel 1994.